# Concepcion del Oro
Concepcion del Oro är en ort i Mexiko.   Den ligger i kommunen Concepción del Oro och delstaten Zacatecas, i den centrala delen av landet, 600 km norr om huvudstaden Mexico City. Concepcion del Oro ligger 2 073 meter över havet och antalet invånare är 6 523.
Terrängen runt Concepcion del Oro är huvudsakligen kuperad, men åt nordväst är den bergig. Runt Concepcion del Oro är det mycket glesbefolkat, med 4 invånare per kvadratkilometer. Concepcion del Oro är det största samhället i trakten. Omgivningarna runt Concepcion del Oro är i huvudsak ett öppet busklandskap.